# ربه‌کا شیفیر
ربه‌کا شـِیفیر (انگلیسی: Rebecca Schaeffer; ۶ نوامبر ۱۹۶۷ – ۱۸ ژوئیهٔ ۱۹۸۹) یک هنرپیشه و مانکن اهل ایالات متحده آمریکا بود. وی بین سال‌های ۱۹۸۵ تا ۱۹۸۹ میلادی فعالیت می‌کرد.
او در فیلم مبارزه در بورلی هیلز بازی کرده‌است.

## درگذشت
او در سن ۲۱ سالگی، توسط یکی از هوادارانش که به‌طور بیمارگونه‌ای به او علاقه داشت و از سه سال قبل در تعقیب او بود، در جلوی در منزلش به ضرب گلوله کشته شد.
پس از مرگ او، قوانینی برای عدم تعقیب دختران و بانوان وضع شد و همچنین، اداره راهنمایی و رانندگی کالیفرنیا موظف شد تا دیگر به هیچ‌وجه، آدرسِ منزلِ افراد را در اختیار کسی (جز مراجع ذی‌صلاح قضایی) قرار ندهد.